# Айтач, Кадри
Кадри Айтач (тур. Kadri Aytaç; 6 августа 1931, Стамбул — 28 марта 2003, Турция) — турецкий футболист и футбольный тренер. Играл за команды «Бейоглуспор», «Фатих Карагюмрюк», «Галатасарай», «Фенербахче» и «Мерсин Идманюрду». Возглавляемые им в качестве главного тренера команды четыре раза выходили в Первую турецкую футбольную лигу (высший уровень в системе футбольных лиг Турции в его время).

## Карьера игрока
В 12 лет попал в школу клуба «Бейоглуспор» и первые два года занимался настольным теннисом, а потом переключился на футбол. В сезоне 1958/1959 Айтач перешёл из «Галатасарая» в «Фатих Карагюмрюк», стоимость перехода составила 57 000 турецких лир. 25 февраля 1959 года, в матче с «Вефой», он стал первым футболистом, не забившем пенальти в рамках турецкой Национальной лиги, первый чемпионат которой был организован в том году. За время своей карьеры игрока Кадри Айтач дважды становился чемпионом страны: в 1961 году с «Фенербахче» и в 1963 — с «Галатасараем».
Айтач провёл 26 матчей за сборную Турции.
В сезоне 1966/67 Айтач перешёл в выступавший во Второй лиге «Мерсин Идманюрду», где играл роль капитана команды. По итогам сезона клуб вышел в Первую лигу, а футболист отыграл за него ещё два сезона в Первой лиге. По окончании чемпионата 1968/69 он завершил свою профессиональную карьеру, в его прощальном матче его «Мерсин Идманюрду» сыграл с командой знаменитостей.

## Тренерская карьера
После завершения карьеры игрока Кадри Айтач начал работать тренером. В сезоне 1968/69 он руководил молодёжной командой «Мерсина Идманюрду», когда ещё играл в основной команде. Перед началом сезона 1969/70 Кадри Айтач стал помощником главного тренера «Мерсина Идманюрду» и подумывал о карьере за рубежом. Впоследствии он посещал курсы в Румынии. В том же сезоне Айтач возглавил «Денизлиспор», тогда выступавший во Второй лиге. Он трижды возглавлял «Мерсин Идманюрду» в 1975—1977 годах и в сезонах 1990/91 и 1992/93, который в сезоне 1975/76 сделал победителем Второй лиги.
Среди команд, которыми он руководил помимо «Мерсина Идманюрду», были «Ордуспор», «Генчлербирлиги», «Истанбулспор», «Тиреспор», «Ризеспор», «Кайсериспор», «Анкарагюджю» и «Каршияка». Он помог «Мерсину Идманюрду», «Ордуспору», «Генчлербирлиги» и «Истанбулспору» пробиться в Первую лигу. Под его руководством «Тиреспор» вышел во Вторую лигу, а затем стал третьим в ней в следующем году. Последним клубом в его тренерской карьере стал «Нишанташиспор» в 1997 году.

## Личная жизнь
Кадри Айтач был женат на Акгюль и имел дочь по имени Гюнгер. Он умер в возрасте 72 лет из-за болезни Альцгеймера, от которой страдал в последние пять лет своей жизни. Айтач был похоронен на кладбище Ферикёй.